# Катастрофа Learjet 35A у Флориді
Медичний рейс авіакомпанії AirEvac International — з Данії Біч (США) в Косумель (Мексика). 19 листопада 2013 року Learjet 35A розбився незабаром після зльоту, двоє членів екіпажу та двоє пасажирів загинули.

## Катастрофа
Літак, що прямував в Косумель (Мексика), впав в води Атлантичного океану приблизно в трьох милях на північний схід від міжнародного аеропорту Форт-Лодердейл/Голівуд(KFLL) міста Форт-Лодердейл, штат Флорида. Четверо людей що були борту загинули. Літак залишив злітно-посадкову смугу аеропорту Форт-Лодердейл/Голівуд 09R близько 19:50. З аудіозаписів LiveATC (частота — Маямі-Відліт), відомо, що диспетчер віддав команду екіпажу піднятися та зберігати 7000 футів. Диспетчер зрозумів, що екіпаж хоче повернутися назад в аеропорт, що і було підтверджено капітаном.
Пізніше диспетчер віддав команду «підтримувати висоту 4000, та повернути ліворуч на курс 330». Екіпаж відповів, що це не можливо, і те що вони «збираються лягати на курс 180». Близько 19:51, екіпаж повідомив «англ. (Mayday, mayday, mayday) (Лихо, лихо, лихо)». Диспетчер дав команду екіпажу повернути ліворуч на курс 260. Екіпаж підтвердив, що прийняв інформацію. Потім диспетчер повідомив екіпажу чекати підхід до ЗПС 28R для посадки і сказав екіпажу повернути ліворуч на курс 240. Приблизно о 19:52 диспетчер знову дав команду екіпажу розворот на курс 240, додавши: «доповісти, коли аеропорт буде в полі зору». Але спотворені сигнали від екіпажу, здавалося, показують, що це не можливо. Приблизно о 19:53 диспетчер запропонував: «Ви можете здійснити посадку у аеропорті Форт-Лодердейл?». Приблизно о 19:54 диспетчер повідомив, що аеропорт Форт-Лодердейл був у англ. "eleven o clock eight miles".